# حيوانات ذكرت في القرآن
حيوانات ذكرت في القرآن ذكرت العديد من الحيوانات والحشرات في القرآن الكريم وهي: «رُتبّت الحيوانات حسب الترتيب الأبجدي للحروف»
1. الأسد - سورة المدثر ( 51 ) : ﴿كَأَنَّهُمْ حُمُرٌ مُسْتَنْفِرَةٌ ۝٥٠ فَرَّتْ مِنْ قَسْوَرَةٍ ۝٥١﴾ [المدثر:50–51] «قسورة أي الأسد[2]»
2. البغل - سورة النحل ( 8 ) : ﴿وَالْخَيْلَ وَالْبِغَالَ وَالْحَمِيرَ لِتَرْكَبُوهَا وَزِينَةً وَيَخْلُقُ مَا لَا تَعْلَمُونَ ۝٨﴾ [النحل:8]
3. البقرة - سورة البقرة ( 67 ) : ﴿وَإِذْ قَالَ مُوسَى لِقَوْمِهِ إِنَّ اللَّهَ يَأْمُرُكُمْ أَنْ تَذْبَحُوا بَقَرَةً قَالُوا أَتَتَّخِذُنَا هُزُوًا قَالَ أَعُوذُ بِاللَّهِ أَنْ أَكُونَ مِنَ الْجَاهِلِينَ ۝٦٧﴾ [البقرة:67] - سورة الأنعام ( 146 ) : ﴿وَعَلَى الَّذِينَ هَادُوا حَرَّمْنَا كُلَّ ذِي ظُفُرٍ وَمِنَ الْبَقَرِ وَالْغَنَمِ حَرَّمْنَا عَلَيْهِمْ شُحُومَهُمَا إِلَّا مَا حَمَلَتْ ظُهُورُهُمَا أَوِ الْحَوَايَا أَوْ مَا اخْتَلَطَ بِعَظْمٍ ذَلِكَ جَزَيْنَاهُمْ بِبَغْيِهِمْ وَإِنَّا لَصَادِقُونَ ۝١٤٦﴾ [الأنعام:146]
4. البعوضة - سورة البقرة ( 26 ) : ﴿إِنَّ اللَّهَ لَا يَسْتَحْيِي أَنْ يَضْرِبَ مَثَلًا مَا بَعُوضَةً فَمَا فَوْقَهَا فَأَمَّا الَّذِينَ آمَنُوا فَيَعْلَمُونَ أَنَّهُ الْحَقُّ مِنْ رَبِّهِمْ وَأَمَّا الَّذِينَ كَفَرُوا فَيَقُولُونَ مَاذَا أَرَادَ اللَّهُ بِهَذَا مَثَلًا يُضِلُّ بِهِ كَثِيرًا وَيَهْدِي بِهِ كَثِيرًا وَمَا يُضِلُّ بِهِ إِلَّا الْفَاسِقِينَ ۝٢٦﴾ [البقرة:26]
5. الثعبان - سورة الأعراف ( 107 ) : ﴿قَالَ إِنْ كُنْتَ جِئْتَ بِآيَةٍ فَأْتِ بِهَا إِنْ كُنْتَ مِنَ الصَّادِقِينَ ۝١٠٦ فَأَلْقَى عَصَاهُ فَإِذَا هِيَ ثُعْبَانٌ مُبِينٌ ۝١٠٧﴾ [الأعراف:106–107] - سورة الشعراء ( 32 ) : ﴿قَالَ فَأْتِ بِهِ إِنْ كُنْتَ مِنَ الصَّادِقِينَ ۝٣١ فَأَلْقَى عَصَاهُ فَإِذَا هِيَ ثُعْبَانٌ مُبِينٌ ۝٣٢﴾ [الشعراء:31–32]
6. الجراد - سورة الأعراف ( 133 ) : ﴿فَأَرْسَلْنَا عَلَيْهِمُ الطُّوفَانَ وَالْجَرَادَ وَالْقُمَّلَ وَالضَّفَادِعَ وَالدَّمَ آيَاتٍ مُفَصَّلَاتٍ فَاسْتَكْبَرُوا وَكَانُوا قَوْمًا مُجْرِمِينَ ۝١٣٣﴾ [الأعراف:133] - سورة القمر ( 7 ) : ﴿خُشَّعًا أَبْصَارُهُمْ يَخْرُجُونَ مِنَ الْأَجْدَاثِ كَأَنَّهُمْ جَرَادٌ مُنْتَشِرٌ ۝٧﴾ [القمر:7]
7. الجمل وذكر بصيغ عديدة وهي : الجمل: ﴿وَلَكُمْ فِيهَا جَمَالٌ حِينَ تُرِيحُونَ وَحِينَ تَسْرَحُونَ ۝٦﴾ [النحل:6] - الابل - سورة الأنعام ( 144 ) : ﴿وَمِنَ الْإِبِلِ اثْنَيْنِ وَمِنَ الْبَقَرِ اثْنَيْنِ قُلْ آلذَّكَرَيْنِ حَرَّمَ أَمِ الْأُنْثَيَيْنِ أَمَّا اشْتَمَلَتْ عَلَيْهِ أَرْحَامُ الْأُنْثَيَيْنِ أَمْ كُنْتُمْ شُهَدَاءَ إِذْ وَصَّاكُمُ اللَّهُ بِهَذَا فَمَنْ أَظْلَمُ مِمَّنِ افْتَرَى عَلَى اللَّهِ كَذِبًا لِيُضِلَّ النَّاسَ بِغَيْرِ عِلْمٍ إِنَّ اللَّهَ لَا يَهْدِي الْقَوْمَ الظَّالِمِينَ ۝١٤٤﴾ [الأنعام:144] - سورة الغاشية ( 17 ) : ﴿أَفَلَا يَنْظُرُونَ إِلَى الْإِبِلِ كَيْفَ خُلِقَتْ ۝١٧﴾ [الغاشية:17] البعير: (قَالُوا نَفْقِدُ صُوَاعَ الْمَلِكِ وَلِمَنْ جَاءَ بِهِ حِمْلُ بَعِيرٍ وَأَنَا بِهِ زَعِيمٌ ) سورة يوسف -72- وجاءت بصيغة الناقة والبدن .
8. الحمار - سورة الجمعة ( 5 ) : ﴿مَثَلُ الَّذِينَ حُمِّلُوا التَّوْرَاةَ ثُمَّ لَمْ يَحْمِلُوهَا كَمَثَلِ الْحِمَارِ يَحْمِلُ أَسْفَارًا بِئْسَ مَثَلُ الْقَوْمِ الَّذِينَ كَذَّبُوا بِآيَاتِ اللَّهِ وَاللَّهُ لَا يَهْدِي الْقَوْمَ الظَّالِمِينَ ۝٥﴾ [الجمعة:5] - سورة النحل ( 8 ) : ﴿وَالْخَيْلَ وَالْبِغَالَ وَالْحَمِيرَ لِتَرْكَبُوهَا وَزِينَةً وَيَخْلُقُ مَا لَا تَعْلَمُونَ ۝٨﴾ [النحل:8] - سورة لقمان ( 19 ) : ﴿وَاقْصِدْ فِي مَشْيِكَ وَاغْضُضْ مِنْ صَوْتِكَ إِنَّ أَنْكَرَ الْأَصْوَاتِ لَصَوْتُ الْحَمِيرِ ۝١٩﴾ [لقمان:19]
9. الحوت - سورة الصافات ( 142 ) : ﴿فَالْتَقَمَهُ الْحُوتُ وَهُوَ مُلِيمٌ ۝١٤٢﴾ [الصافات:142] - سورة القلم ( 48 ) : ﴿فَاصْبِرْ لِحُكْمِ رَبِّكَ وَلَا تَكُنْ كَصَاحِبِ الْحُوتِ إِذْ نَادَى وَهُوَ مَكْظُومٌ ۝٤٨﴾ [القلم:48]
10. الخيل - سورة آل عمران ( 14 ) : ﴿زُيِّنَ لِلنَّاسِ حُبُّ الشَّهَوَاتِ مِنَ النِّسَاءِ وَالْبَنِينَ وَالْقَنَاطِيرِ الْمُقَنْطَرَةِ مِنَ الذَّهَبِ وَالْفِضَّةِ وَالْخَيْلِ الْمُسَوَّمَةِ وَالْأَنْعَامِ وَالْحَرْثِ ذَلِكَ مَتَاعُ الْحَيَاةِ الدُّنْيَا وَاللَّهُ عِنْدَهُ حُسْنُ الْمَآبِ ۝١٤﴾ [آل عمران:14] - سورة النحل ( 8 ) : ﴿وَالْخَيْلَ وَالْبِغَالَ وَالْحَمِيرَ لِتَرْكَبُوهَا وَزِينَةً وَيَخْلُقُ مَا لَا تَعْلَمُونَ ۝٨﴾ [النحل:8]
11. الخنزير - سورة البقرة ( 173 ) : ﴿إِنَّمَا حَرَّمَ عَلَيْكُمُ الْمَيْتَةَ وَالدَّمَ وَلَحْمَ الْخِنْزِيرِ وَمَا أُهِلَّ بِهِ لِغَيْرِ اللَّهِ فَمَنِ اضْطُرَّ غَيْرَ بَاغٍ وَلَا عَادٍ فَلَا إِثْمَ عَلَيْهِ إِنَّ اللَّهَ غَفُورٌ رَحِيمٌ ۝١٧٣﴾ [البقرة:173] - سورة المائدة ( 60 ) : ﴿قُلْ هَلْ أُنَبِّئُكُمْ بِشَرٍّ مِنْ ذَلِكَ مَثُوبَةً عِنْدَ اللَّهِ مَنْ لَعَنَهُ اللَّهُ وَغَضِبَ عَلَيْهِ وَجَعَلَ مِنْهُمُ الْقِرَدَةَ وَالْخَنَازِيرَ وَعَبَدَ الطَّاغُوتَ أُولَئِكَ شَرٌّ مَكَانًا وَأَضَلُّ عَنْ سَوَاءِ السَّبِيلِ ۝٦٠﴾ [المائدة:60] - سورة الأنعام ( 145 ) : ﴿قُلْ لَا أَجِدُ فِي مَا أُوحِيَ إِلَيَّ مُحَرَّمًا عَلَى طَاعِمٍ يَطْعَمُهُ إِلَّا أَنْ يَكُونَ مَيْتَةً أَوْ دَمًا مَسْفُوحًا أَوْ لَحْمَ خِنْزِيرٍ فَإِنَّهُ رِجْسٌ أَوْ فِسْقًا أُهِلَّ لِغَيْرِ اللَّهِ بِهِ فَمَنِ اضْطُرَّ غَيْرَ بَاغٍ وَلَا عَادٍ فَإِنَّ رَبَّكَ غَفُورٌ رَحِيمٌ ۝١٤٥﴾ [الأنعام:145]
12. الذباب - سورة الحج ( 73 ) : ﴿يَا أَيُّهَا النَّاسُ ضُرِبَ مَثَلٌ فَاسْتَمِعُوا لَهُ إِنَّ الَّذِينَ تَدْعُونَ مِنْ دُونِ اللَّهِ لَنْ يَخْلُقُوا ذُبَابًا وَلَوِ اجْتَمَعُوا لَهُ وَإِنْ يَسْلُبْهُمُ الذُّبَابُ شَيْئًا لَا يَسْتَنْقِذُوهُ مِنْهُ ضَعُفَ الطَّالِبُ وَالْمَطْلُوبُ ۝٧٣﴾ [الحج:73]
13. الذئب - سورة يوسف ( 13-14-17 ) : ﴿قَالَ إِنِّي لَيَحْزُنُنِي أَنْ تَذْهَبُوا بِهِ وَأَخَافُ أَنْ يَأْكُلَهُ الذِّئْبُ وَأَنْتُمْ عَنْهُ غَافِلُونَ ۝١٣ قَالُوا لَئِنْ أَكَلَهُ الذِّئْبُ وَنَحْنُ عُصْبَةٌ إِنَّا إِذًا لَخَاسِرُونَ ۝١٤﴾ [يوسف:13–14]﴿قَالُوا يَا أَبَانَا إِنَّا ذَهَبْنَا نَسْتَبِقُ وَتَرَكْنَا يُوسُفَ عِنْدَ مَتَاعِنَا فَأَكَلَهُ الذِّئْبُ وَمَا أَنْتَ بِمُؤْمِنٍ لَنَا وَلَوْ كُنَّا صَادِقِينَ ۝١٧﴾ [يوسف:17]
14. طائر السلوى - سورة البقرة ( 57 ) : ﴿وَظَلَّلْنَا عَلَيْكُمُ الْغَمَامَ وَأَنْزَلْنَا عَلَيْكُمُ الْمَنَّ وَالسَّلْوَى كُلُوا مِنْ طَيِّبَاتِ مَا رَزَقْنَاكُمْ وَمَا ظَلَمُونَا وَلَكِنْ كَانُوا أَنْفُسَهُمْ يَظْلِمُونَ ۝٥٧﴾ [البقرة:57] - سورة طه ( 80 ) : ﴿يَا بَنِي إِسْرَائِيلَ قَدْ أَنْجَيْنَاكُمْ مِنْ عَدُوِّكُمْ وَوَاعَدْنَاكُمْ جَانِبَ الطُّورِ الْأَيْمَنَ وَنَزَّلْنَا عَلَيْكُمُ الْمَنَّ وَالسَّلْوَى ۝٨٠﴾ [طه:80]
15. الضأن - سورة الأنعام ( 143 ) : ﴿ثَمَانِيَةَ أَزْوَاجٍ مِنَ الضَّأْنِ اثْنَيْنِ وَمِنَ الْمَعْزِ اثْنَيْنِ قُلْ آلذَّكَرَيْنِ حَرَّمَ أَمِ الْأُنْثَيَيْنِ أَمَّا اشْتَمَلَتْ عَلَيْهِ أَرْحَامُ الْأُنْثَيَيْنِ نَبِّئُونِي بِعِلْمٍ إِنْ كُنْتُمْ صَادِقِينَ ۝١٤٣﴾ [الأنعام:143]
16. الضفدع - سورة الأعراف ( 133 ) : ﴿فَأَرْسَلْنَا عَلَيْهِمُ الطُّوفَانَ وَالْجَرَادَ وَالْقُمَّلَ وَالضَّفَادِعَ وَالدَّمَ آيَاتٍ مُفَصَّلَاتٍ فَاسْتَكْبَرُوا وَكَانُوا قَوْمًا مُجْرِمِينَ ۝١٣٣﴾ [الأعراف:133]
17. العجل - سورة النساء ( 153 ) : ﴿يَسْأَلُكَ أَهْلُ الْكِتَابِ أَنْ تُنَزِّلَ عَلَيْهِمْ كِتَابًا مِنَ السَّمَاءِ فَقَدْ سَأَلُوا مُوسَى أَكْبَرَ مِنْ ذَلِكَ فَقَالُوا أَرِنَا اللَّهَ جَهْرَةً فَأَخَذَتْهُمُ الصَّاعِقَةُ بِظُلْمِهِمْ ثُمَّ اتَّخَذُوا الْعِجْلَ مِنْ بَعْدِ مَا جَاءَتْهُمُ الْبَيِّنَاتُ فَعَفَوْنَا عَنْ ذَلِكَ وَآتَيْنَا مُوسَى سُلْطَانًا مُبِينًا ۝١٥٣﴾ [النساء:153] - سورة هود 69 ﴿وَلَقَدْ جَاءَتْ رُسُلُنَا إِبْرَاهِيمَ بِالْبُشْرَى قَالُوا سَلَامًا قَالَ سَلَامٌ فَمَا لَبِثَ أَنْ جَاءَ بِعِجْلٍ حَنِيذٍ ۝٦٩﴾ [هود:69] - سورة الاعراف ( 152 ) : ﴿إِنَّ الَّذِينَ اتَّخَذُوا الْعِجْلَ سَيَنَالُهُمْ غَضَبٌ مِنْ رَبِّهِمْ وَذِلَّةٌ فِي الْحَيَاةِ الدُّنْيَا وَكَذَلِكَ نَجْزِي الْمُفْتَرِينَ ۝١٥٢﴾ [الأعراف:152] - سورة البقرة وذكر في ثلاث مواضع ( 51 - 54 - 92 - 93 ) .
18. العنكبوت - سورة العنكبوت ( 41 ) : ﴿مَثَلُ الَّذِينَ اتَّخَذُوا مِنْ دُونِ اللَّهِ أَوْلِيَاءَ كَمَثَلِ الْعَنْكَبُوتِ اتَّخَذَتْ بَيْتًا وَإِنَّ أَوْهَنَ الْبُيُوتِ لَبَيْتُ الْعَنْكَبُوتِ لَوْ كَانُوا يَعْلَمُونَ ۝٤١﴾ [العنكبوت:41]
19. الفراشة - سورة القارعة ( 4 ) : ﴿يَوْمَ يَكُونُ النَّاسُ كَالْفَرَاشِ الْمَبْثُوثِ ۝٤﴾ [القارعة:4]
20. القرد - سورة البقرة ( 65 ) : ﴿وَلَقَدْ عَلِمْتُمُ الَّذِينَ اعْتَدَوْا مِنْكُمْ فِي السَّبْتِ فَقُلْنَا لَهُمْ كُونُوا قِرَدَةً خَاسِئِينَ ۝٦٥﴾ [البقرة:65] - سورة المائدة ( 60 ) : ﴿قُلْ هَلْ أُنَبِّئُكُمْ بِشَرٍّ مِنْ ذَلِكَ مَثُوبَةً عِنْدَ اللَّهِ مَنْ لَعَنَهُ اللَّهُ وَغَضِبَ عَلَيْهِ وَجَعَلَ مِنْهُمُ الْقِرَدَةَ وَالْخَنَازِيرَ وَعَبَدَ الطَّاغُوتَ أُولَئِكَ شَرٌّ مَكَانًا وَأَضَلُّ عَنْ سَوَاءِ السَّبِيلِ ۝٦٠﴾ [المائدة:60]
21. قمل - سورة الأعراف ( 133 ) : ﴿فَأَرْسَلْنَا عَلَيْهِمُ الطُّوفَانَ وَالْجَرَادَ وَالْقُمَّلَ وَالضَّفَادِعَ وَالدَّمَ آيَاتٍ مُفَصَّلَاتٍ فَاسْتَكْبَرُوا وَكَانُوا قَوْمًا مُجْرِمِينَ ۝١٣٣﴾ [الأعراف:133]
22. الكلب - سورة الأعراف ( 77 ) : ﴿وَلَوْ شِئْنَا لَرَفَعْنَاهُ بِهَا وَلَكِنَّهُ أَخْلَدَ إِلَى الْأَرْضِ وَاتَّبَعَ هَوَاهُ فَمَثَلُهُ كَمَثَلِ الْكَلْبِ إِنْ تَحْمِلْ عَلَيْهِ يَلْهَثْ أَوْ تَتْرُكْهُ يَلْهَثْ ذَلِكَ مَثَلُ الْقَوْمِ الَّذِينَ كَذَّبُوا بِآيَاتِنَا فَاقْصُصِ الْقَصَصَ لَعَلَّهُمْ يَتَفَكَّرُونَ ۝١٧٦﴾ [الأعراف:176] - سورة الكهف ( 22 ) : ﴿سَيَقُولُونَ ثَلَاثَةٌ رَابِعُهُمْ كَلْبُهُمْ وَيَقُولُونَ خَمْسَةٌ سَادِسُهُمْ كَلْبُهُمْ رَجْمًا بِالْغَيْبِ وَيَقُولُونَ سَبْعَةٌ وَثَامِنُهُمْ كَلْبُهُمْ قُلْ رَبِّي أَعْلَمُ بِعِدَّتِهِمْ مَا يَعْلَمُهُمْ إِلَّا قَلِيلٌ فَلَا تُمَارِ فِيهِمْ إِلَّا مِرَاءً ظَاهِرًا وَلَا تَسْتَفْتِ فِيهِمْ مِنْهُمْ أَحَدًا ۝٢٢﴾ [الكهف:22]
23. الماعز - سورة الانعام ( 143 ) : ﴿ثَمَانِيَةَ أَزْوَاجٍ مِنَ الضَّأْنِ اثْنَيْنِ وَمِنَ الْمَعْزِ اثْنَيْنِ قُلْ آلذَّكَرَيْنِ حَرَّمَ أَمِ الْأُنْثَيَيْنِ أَمَّا اشْتَمَلَتْ عَلَيْهِ أَرْحَامُ الْأُنْثَيَيْنِ نَبِّئُونِي بِعِلْمٍ إِنْ كُنْتُمْ صَادِقِينَ ۝١٤٣﴾ [الأنعام:143]
24. النحلة - سورة النحل ( 68 ) : ﴿وَأَوْحَى رَبُّكَ إِلَى النَّحْلِ أَنِ اتَّخِذِي مِنَ الْجِبَالِ بُيُوتًا وَمِنَ الشَّجَرِ وَمِمَّا يَعْرِشُونَ ۝٦٨﴾ [النحل:68]
25. النمل - سورة النمل ( 18 ) : ﴿حَتَّى إِذَا أَتَوْا عَلَى وَادِ النَّمْلِ قَالَتْ نَمْلَةٌ يَا أَيُّهَا النَّمْلُ ادْخُلُوا مَسَاكِنَكُمْ لَا يَحْطِمَنَّكُمْ سُلَيْمَانُ وَجُنُودُهُ وَهُمْ لَا يَشْعُرُونَ ۝١٨﴾ [النمل:18]
26. الهدهد - سورة النمل ( 20 ) : ﴿وَتَفَقَّدَ الطَّيْرَ فَقَالَ مَا لِيَ لَا أَرَى الْهُدْهُدَ أَمْ كَانَ مِنَ الْغَائِبِينَ ۝٢٠﴾ [النمل:20]
27. الفيل - سورة الفيل ( 1 ) : ﴿أَلَمْ تَرَ كَيْفَ فَعَلَ رَبُّكَ بِأَصْحَابِ الْفِيلِ ۝١﴾ [الفيل:1]
28. السبع - سورة المائدة ( 3 ) : ﴿حُرِّمَتْ عَلَيْكُمُ الْمَيْتَةُ وَالدَّمُ وَلَحْمُ الْخِنْزِيرِ وَمَا أُهِلَّ لِغَيْرِ اللَّهِ بِهِ وَالْمُنْخَنِقَةُ وَالْمَوْقُوذَةُ وَالْمُتَرَدِّيَةُ وَالنَّطِيحَةُ وَمَا أَكَلَ السَّبُعُ إِلَّا مَا ذَكَّيْتُمْ وَمَا ذُبِحَ عَلَى النُّصُبِ وَأَنْ تَسْتَقْسِمُوا بِالْأَزْلَامِ ذَلِكُمْ فِسْقٌ الْيَوْمَ يَئِسَ الَّذِينَ كَفَرُوا مِنْ دِينِكُمْ فَلَا تَخْشَوْهُمْ وَاخْشَوْنِ الْيَوْمَ أَكْمَلْتُ لَكُمْ دِينَكُمْ وَأَتْمَمْتُ عَلَيْكُمْ نِعْمَتِي وَرَضِيتُ لَكُمُ الْإِسْلَامَ دِينًا فَمَنِ اضْطُرَّ فِي مَخْمَصَةٍ غَيْرَ مُتَجَانِفٍ لِإِثْمٍ فَإِنَّ اللَّهَ غَفُورٌ رَحِيمٌ ۝٣﴾ [المائدة:3]
29. الغراب - سورة المائدة ( 31 ) : ﴿فَبَعَثَ اللَّهُ غُرَابًا يَبْحَثُ فِي الْأَرْضِ لِيُرِيَهُ كَيْفَ يُوَارِي سَوْأَةَ أَخِيهِ قَالَ يَا وَيْلَتَا أَعَجَزْتُ أَنْ أَكُونَ مِثْلَ هَذَا الْغُرَابِ فَأُوَارِيَ سَوْأَةَ أَخِي فَأَصْبَحَ مِنَ النَّادِمِينَ ۝٣١﴾ [المائدة:31]
30. دابة الأرض - النمل ( 82 ) : ﴿وَإِذَا وَقَعَ الْقَوْلُ عَلَيْهِمْ أَخْرَجْنَا لَهُمْ دَابَّةً مِنَ الْأَرْضِ تُكَلِّمُهُمْ أَنَّ النَّاسَ كَانُوا بِآيَاتِنَا لَا يُوقِنُونَ ۝٨٢﴾ [النمل:82]